# ヒトツボクロ
ヒトツボクロ（一黒子、学名：Tipularia japonica）は、ラン科ヒトツボクロ属の地生の多年草。

## 特徴
地下にある球茎は狭卵形で2-3個が連珠状に連なり、汚白色で、細いひも状の根がある。長さ3-7mmの葉柄が球茎からでて1個の葉をつける。葉は卵状楕円形で、長さ3.5-7cm、幅1.5-3cm、先端は鋭尖頭、表面は光沢のある濃緑色で中脈が白く、葉裏は濃紫色になる。花茎は細く、高さは20-30cmになり、下部に鞘状葉を2-3個つける。
花期は5-6月。総状花序に淡黄緑色で紫褐色を帯びた小さな花を5-10個まばらにつける。苞は微細。萼片および側花弁は狭倒披針形で長さ4mm、先端は鈍頭になる。唇弁は倒卵形で長さ約3mmになり、3裂し、中裂片の先端は円頭、広線形で縁は全縁、紫褐色の斑紋があり、2つの側裂片には細かな歯牙がある。距があり、淡紅紫色で長さ5mmになり、垂れ下がる。蕊柱は長さ3mmになる。

## 分布と生育環境
日本では、本州（青森県日本海側以南）、四国、九州に分布し、冷温帯から暖温帯のアカマツ林のような明るい、やや乾いた林床に生育する。国外では、朝鮮半島南部に分布する。

## 下位分類
- ヒトツボクロモドキ Tipularia japonica Matsum. var. harae F.Maek.[8] - 変種で、ヒトツボクロの距のないもの。唇弁が他の花被片と同じ形となる。長崎県と佐賀県の県境の山に分布する[3][5]。

Didiciea japonica H.Hara (1937)  として、独立したヒトツボクロモドキ属の種とされていたことがあり、また、Tipularia harae (Maek.) S.C.Chen (1987) としてヒトツボクロ属の独立した種とする見解もある。

## ギャラリー
- 細い花茎に5-10個の小さな花をまばらにつける。
- 葉は花茎と離れて1個でて、濃緑色で白い中脈がある。
- 葉裏は濃紫色になる。